# Кински, Йозеф
граф Йозеф Кински (нем. Joseph Kinsky von Wchinitz und Tettau; 22 февраля 1731, Прага, Земли Чешской короны — 7 февраля 1804, Вена) — аристократ чешского происхождения на австрийской службе, фельдмаршал (1796). 

## Биография
Родился в 1731 году в Вене. Пятый из девяти детей австрийского посла в Великобритании князя Франца Фердинанда Кинского, племянник Филиппа Йозефа Кинского, занимавшего ту же должность ранее. Двоюродный брат фельдмаршала Франца де Паула Ульриха Кинского и родной брат полного генерала Франца Йозефа Кинского. Другие представители семьи Кинских также находились в ту же эпоху на австрийской гражданской и военной службе, в том числе на генеральских должностях.
В качестве офицера австрийской армии Йозеф Кински участвовал в целой череде военных конфликтов, таких как Война за австрийское наследство, Семилетняя война, Война за баварское наследство, Австро-турецкие войны. В 1760-е годы он был произведён в генерал-майоры, в 1771 году — в фельдмаршал-лейтенанты (генерал-лейтенанты), в 1787 году — в генералы от кавалерии. В 1762 году был награждён орденом Марии Терезии. С 1773 года являлся шефом одного из полков австрийской кавалерии. 
В 1787—89 годах занимал должность главнокомандующего в Венгрии, а в 1790-е годы был главнокомандующим в Верхней и Нижней Австрии.
В 1796 году был произведён в фельдмаршалы.  
Скончался в 1804 году в Праге.